# エニャン
エニャン （Aignan）は、フランス、オクシタニー地域圏、ジェール県のコミューン。

## 地理
郡庁のあるミランドから39km、オーシュの南西51kmのところにある。
エニャンにはミドゥーズ川の支流プティ・ミドゥーズ川、ミドゥーザン川（いずれもアドゥール川流域に含まれる）が流れる。

## 由来
エニャンとはラテン語の姓Anniusに由来する。接尾辞は-anumであり、おそらくガロ＝ローマ時代にこの地に位置していた所領の所有者の名前であろう。1801年当時、町の名はエニャン＝ラ＝ジュスティス（Aignan-la-Justice）として知られていた。

## 歴史
町ができたのは620年代である。のちにバスティッド（Bastide）となった。アルマニャック最古の首都であり、かつてはガスコーニュ高等法院が置かれていたこともある。1355年に町はエドワード黒太子によって炎上した。
1590年、防衛の手薄さを利用され、結婚式の際にプロテスタント勢力に攻略された。アンシャン・レジーム時代のエニャンは、既にワインとガラス製品の貿易で有名だった。

## 経済
ワイン生産が行われており、地理的表示保護（IGP、fr）ワインであるコート・ド・ガスコーニュ（fr）、AOCであるサン・モンAOC（fr）の産地である。蒸留酒アルマニャック売買も非常に活発である。しかし経済はいまだ多くを農業に依存している。のどの痛み止めやデルモコスメティック部門に特化した、ピエール・ファーブル社の工場がコミューン内にある。

## 人口統計
| 1962年 | 1968年 | 1975年 | 1982年 | 1990年 | 1999年 | 2006年 | 2011年 |
| ------ | ------ | ------ | ------ | ------ | ------ | ------ | ------ |
| 898    | 965    | 932    | 941    | 921    | 842    | 858    | 760    |

参照元:1999年までEHESS、2004年以降INSEE

## 史跡

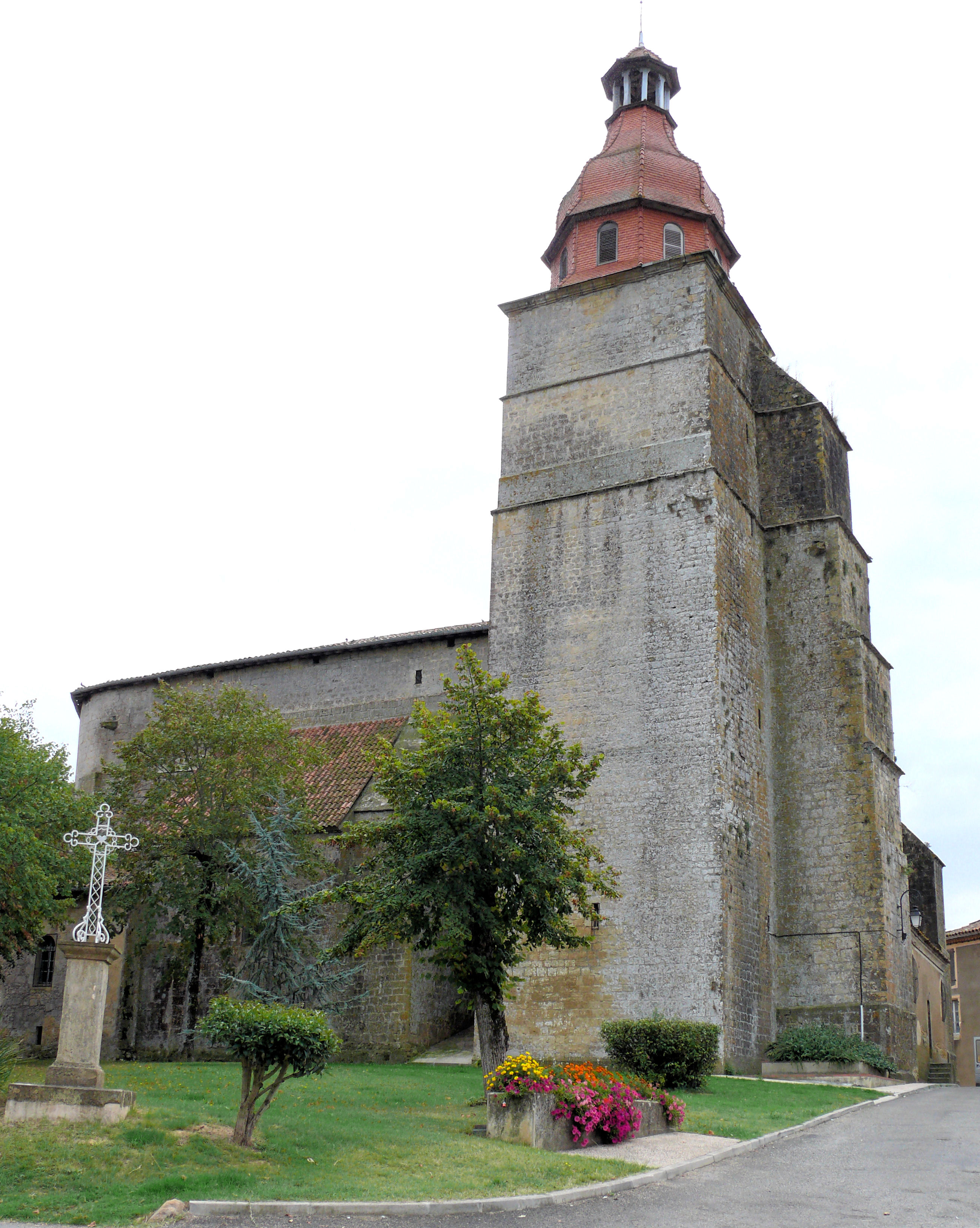
サン・サテュルナン教会
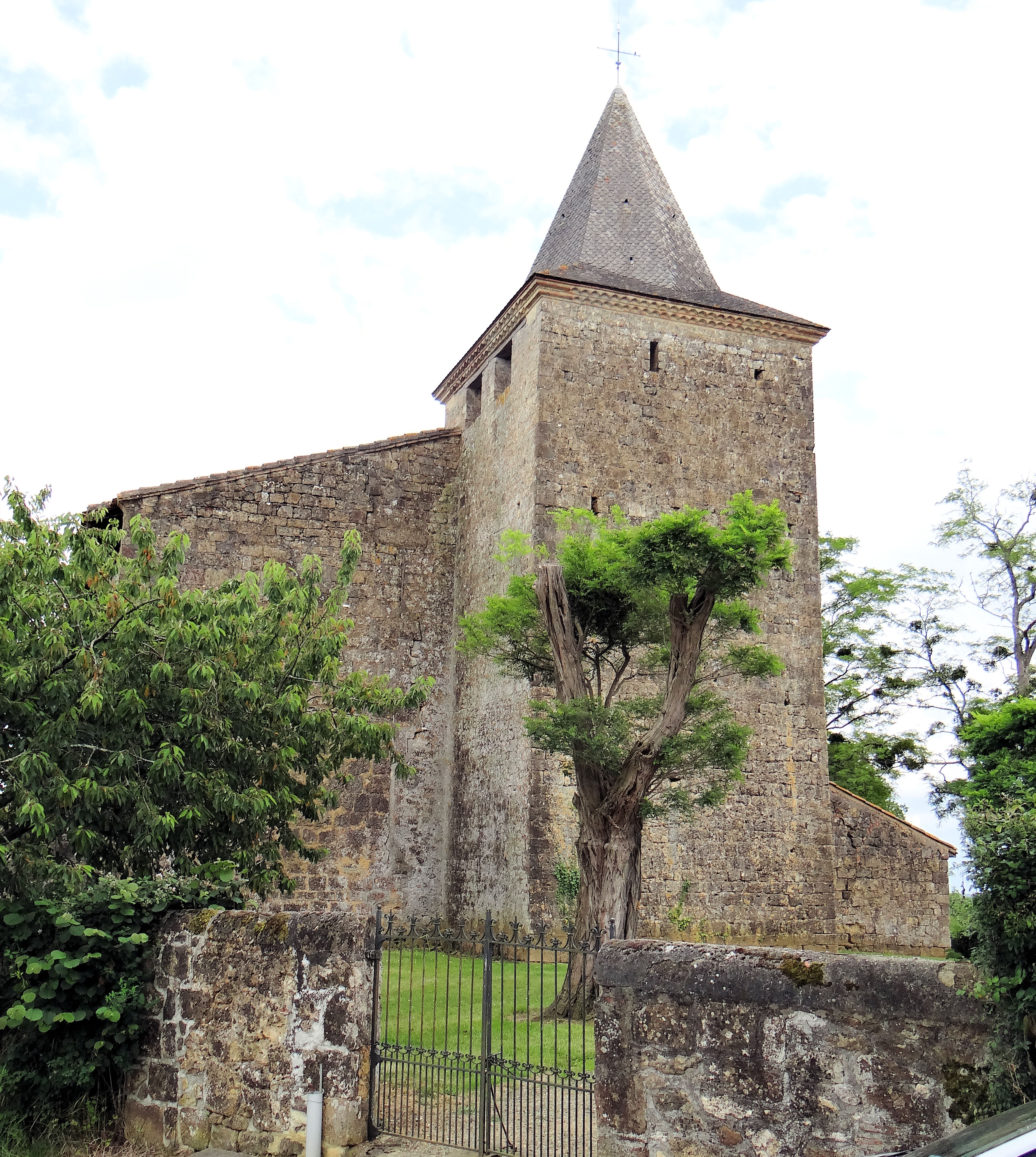
サン・ジャック・ド・フロマンタ教会

## 姉妹都市
- ヴィルブルクシュテッテン、ドイツ